# Ribes acerifolium
Ribes acerifolium är en ripsväxtart som beskrevs av T.J. Howell. Ribes acerifolium ingår i släktet ripsar, och familjen ripsväxter. Inga underarter finns listade i Catalogue of Life.